# 1,2-ジクロロエタン
1,2-ジクロロエタン（1,2-Dichloroethane, DCE）は、ハロゲン系炭化水素に属する有機化合物である。二塩化エチレン（ethylene dichloride, EDC）とも呼ばれる。主に塩化ビニルモノマー（クロロエチレン）の生産に用いられ、ポリ塩化ビニルの前駆体とされる。また他の有機化合物の合成においても有用な反応中間体として使われたり、溶媒として用いられたりもする。クロロホルム様の臭気を持つ無色の液体である。

## 生産
塩化鉄(III)を触媒としてエチレンと塩素から生産される。
{\displaystyle {\ce {{H2C=CH2}+ Cl2 -> Cl-CH2-CH2-Cl}}}
次の反応では、特に塩化ビニル（クロロエタン）・塩化水素・酸素を用いて、塩化銅(II)の存在下で1,2-ジクロロエタンが生成する。
{\displaystyle {\ce {{H2C=CH2}+ {2HCl}+ {\frac {1}{2}}O2 -> {Cl-CH2-CH2-Cl}+ H2O}}}

## 使用
世界の1,2-ジクロロエタンの生産量のうちの80%が、塩化ビニルのモノマーの生産に使用される。具体的には、塩化水素を発生させてポリ塩化ビニルの前駆体（クロロエチレン）となる。
{\displaystyle {\ce {Cl-CH2-CH2-Cl -> {H2C=CH-Cl}+ HCl}}}
副生成物である塩化水素は1,2-ジクロロエタンの生成時には再使用される（生産の項を参照）。
また、1,2-ジクロロエタンは良い非極性非プロトン性溶媒として用いられる他、洗浄剤、ペンキ除去剤として使われる。また他の様々な有機化合物の合成において良い活性試薬として用いられる。
1967年8月28日に農薬登録を受け、1,2-ジブロモエタンやジクロルボスとの複合殺虫剤として、貯蔵倉庫のコクゾウムシや土壌の線虫に対して使用されたが、1986年2月21日に登録が失効した。

## 性質
動物試験では中程度の急性毒性を示す。ヒトにおける経口致死量は30-50gと推測されている。高い引火性、発癌性の可能性を持つなどするため、その取り扱いには注意が必要である 。
そのため、国際がん研究機関 (IARC) により、グループ2B（ヒトに対する発癌性が疑われる）に分類されている物質であり、労働安全衛生法の第二類物質特別有機溶剤等に指定されている。